# Ivo Toman
Ivo Toman (* 7. července 1966 Vysoké Mýto) je český politik za Občanskou demokratickou stranu, po sametové revoluci československý poslanec Sněmovny lidu Federálního shromáždění, počátkem 21. století regionální politik a krátce i hejtman Pardubického kraje.

## Biografie
Vystudoval Stavební fakultu ČVUT v Praze, obor pozemní stavby. Pak pracoval v podniku Stavoprojekt Choceň jako projektant.
Patří mezi zakládající členy Občanské demokratické strany. Ve volbách roku 1992 byl zvolen za ODS, respektive za koalici ODS-KDS, do Sněmovny lidu (volební obvod Východočeský kraj). Ve Federálním shromáždění setrval do zániku Československa v prosinci 1992. V parlamentu pracoval v hospodářském výboru a byl místopředsedou parlamentního klubu.
Po rozpadu Československa nastoupil na Okresní úřad Ústí nad Orlicí, kde po osm let zastával funkci zástupce přednosty a vedoucího kanceláře. V letech 2002-2008 byl členem republikového smírčího výboru ODS.
V roce 2000 byl jmenován do funkce zástupce ředitele Krajského úřadu Pardubického kraje a vedoucího kanceláře ředitele. V krajských volbách v říjnu 2004 se stal krajským zastupitelem a náměstkem hejtmana. V únoru 2008 byl zvolen pro zbytek funkčního období hejtmanem Pardubického kraje. V krajských volbách v říjnu 2008 v čele kandidátky ODS neúspěšně usiloval o obhájení hejtmanského postu. V prosinci 2008 se stal členem Výkonné rady ODS.
Je členem představenstva firem Přístav a.s. a EAST BOHEMIAN AIPORT a.s. V roce 2005 ho Ministerstvo školství ČR jmenovalo členem Správní rady Univerzity Pardubice. Zasedá v dozorčí radě podniku EVO Pardubice, a.s. a ve správní radě firmy Technopark Pardubice, k.s. 5. ledna 2009 ho vláda jmenovala zmocněncem vlády pro liniovou výstavu rychlostní silnice R35 (od roku 2016 značené dálnice D35). 13. července 2009 ho kabinet pověřil navíc i obdobnou koordinační rolí pro dálnici D11. Tento post zastával do srpna 2010, kdy se stal náměstkem ministra dopravy. V říjnu 2011 se stal také předsedou dozorčí rady Českých drah. Ve funkci náměstka řešil v červenci 2012 problémy se startem nového registru vozidel, koncem října 2012 byl kvůli nim z funkce na ministerstvu odvolán. Krátce poté byl jmenován ředitelem odboru regionální dopravy Českých drah.
Bydlí v Chocni. S manželkou Michaelou (ředitelka Rehabilitačního ústavu v Brandýse nad Orlicí) má dceru Michaelu a syna Filipa.